# Prinz-Georg-Straße 100

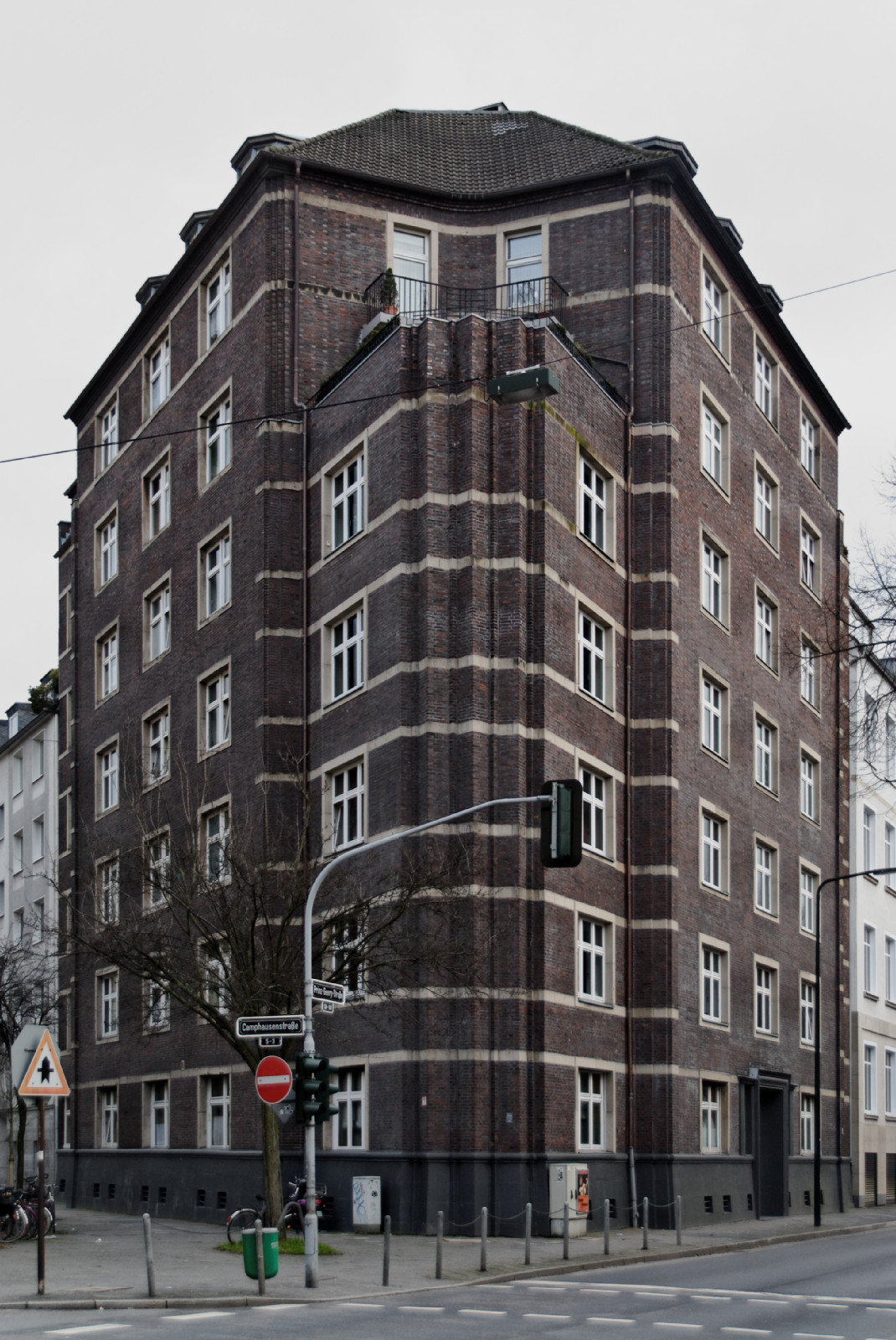
Haus Prinz-Georg-Straße 100

Das Wohnhochhaus Prinz-Georg-Straße 100 in Düsseldorf-Pempelfort wurde von 1924 bis 1925 nach Entwürfen von Gustav August Munzer erbaut. Das dreieckige, turmartige Hochhaus mit Backsteinfassade ist ein Beispiel für expressionistische Architektur in Düsseldorf – es „zählt zu den wenigen Großbauten, bei denen das für die rheinische Backsteinarchitektur meist verfehlte oder übertreibende Etikett expressionistisch tatsächlich auch zutrifft“. Das Düsseldorfer Wohnhochhaus wurde von anderen Düsseldorfer Gebäuden, aber auch von Bauten anderer Städte beeinflusst – so sind „Einflüsse von Bonatz’ Stummkonzern, von Högers Chilehaus in Hamburg oder von Körners Essener Börse […] nicht zu übersehen, ohne dass auf eine stilistische Nähe zum Wilhelm-Marx-Haus von Kreis verzichtet wurde“. 

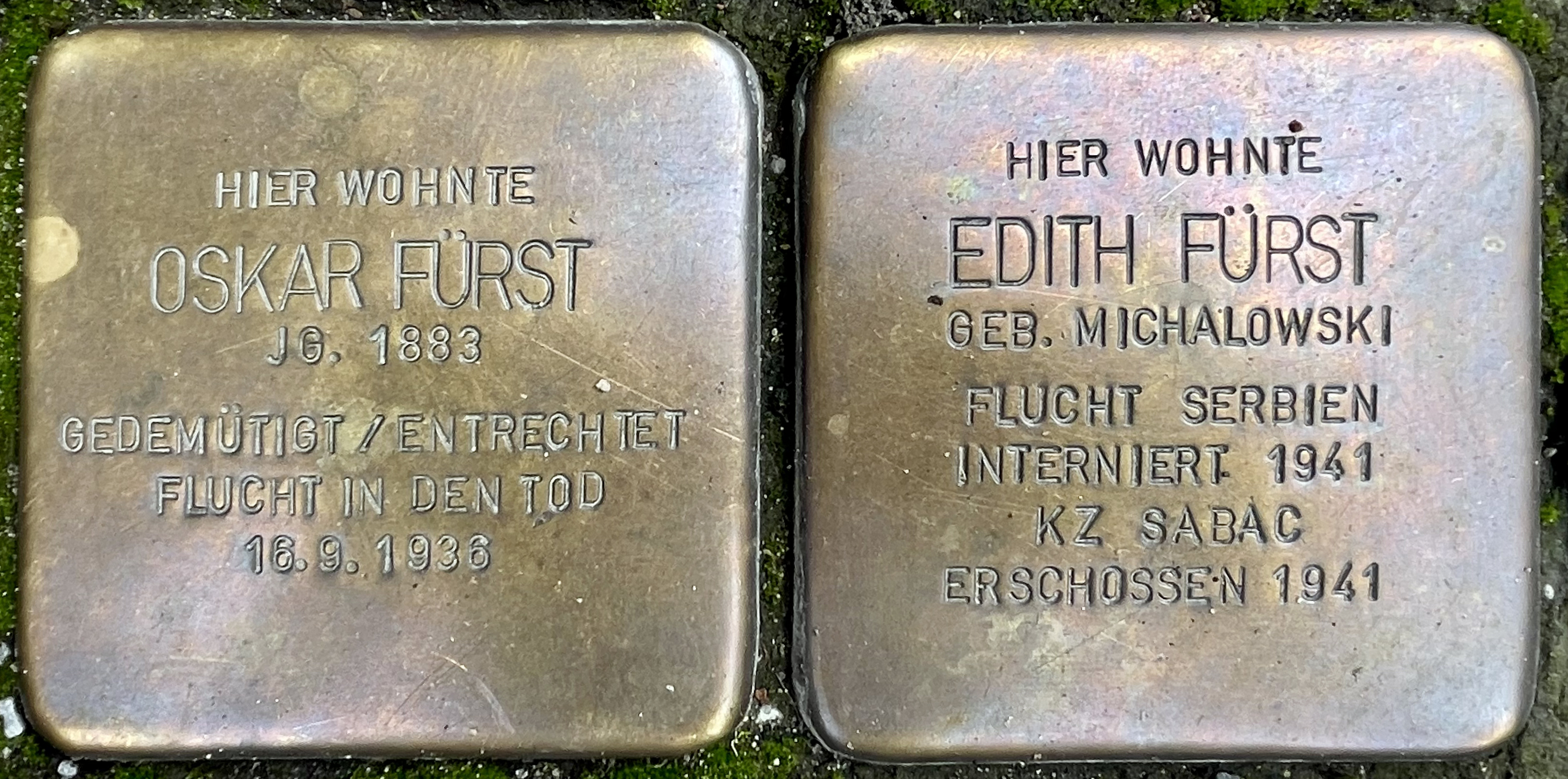
Stolpersteine Edith und Oskar Fürst, Prinz-Georg-Straße 100, Düsseldorf-Pempelfort

Errichtet wurde es als ursprünglich neungeschossiger Bau, in dem sich 18 Luxuswohnungen mit jeweils sechs bis sieben Zimmern befanden. Hier wohnte seit 1926 in der sechsten Etage die Familie von Edith Fürst, seit 2025 Namensgeberin der Edith-Fürst-Straße (vormals Jürgensplatz). Vor dem Gebäude Prinz-Georg-Straße 100 wurden  Stolpersteine für Edith und Oskar Fürst verlegt.
Das Gebäude wurde am 29. Juni 1984 unter Denkmalschutz gestellt.